# Anna Zaháňská († neznámo)
Anna Zaháňská (polsky Anna żagańska; kolem 1350 – asi 7. prosinec 1405) byla opavská a ratibořská kněžna.

## Život
Anna Zaháňská byla dcera Anny Plocké († 16. únor 1363) (o: Václav Plocký † 1336, m: Alžběta Gediminaitė † 1364) a Jindřicha V. Železného. Manželka Jana I. Ratibořského. S manželem měla tři děti:
- Jana II. Opavského (1365–1424)
- Mikuláše IV. z Bruntálu (asi 1370–1405/1407)
- Markétu Opavskou († 1407), pozdější manželku Boleslava I. Těšínského